# Агне Білотайте
Аґне Білотайте (лит. Agnė Bilotaitė; нар. 29 січня 1982, Клайпеда) — литовський політик, депутат Сейму, міністр внутрішніх справ.

## Біографія
У 2000 році закінчила Клайпедську гімназію «Vėtrungė». 2006 року здобула ступінь бакалавра політології на факультеті соціальних наук Клайпедського університету. Під час навчання проходила стажування у Департаменті Центральної та Південно-Східної Європи МЗС. 2004 року поїхала до Німеччини навчатися в Мюнхенській Академії Бундесверу під час програми обміну. 2012 року захистила ступінь магістра права в Університеті Миколаса Ромеріса.
У 2003 році разом із родиною заснувала компанію, що займається перевезенням вантажів внутрішніми дорогами, адміністратор компанії. У конкурсі «Міс Клайпеда 2003» здобула титул «Міс Фото», який присудили читачі щоденної газети Vakarų ekspresas.
Бере активну участь у діяльності Асоціації вирішення соціальних проблем з 2006 року, одна із засновників цієї організації. З 2007 року Голова жіночої громади Клайпедського осередку ТС-ЛКД.
З 2007 року Помічник депутата Сейму Юргіоса Размаса, через півроку — помічник депутата Сейму Саулюса Печелюнаса.
міні| А. Білотайте, 2009
У 2008 році депутатка Сейму, вперше обрана у 25 років.
З грудня 2020 року Міністр внутрішніх справ.

### Партія
З 2006 року — член партії Союз Вітчизни — Литовські християнські демократи. 2006 року — керівниця Західним регіоном партії. У 2011-2012 роках — голова Клайпедського міського осередку партії, з 2011 року. Голова зборів Західних осередків партії.

### Особисте життя
Має двох синів — Йона (2017 р.н.) та Бена (2019 р.н.).). Батько дітей і супутник життя — бізнесмен, автогонщик Гінтас Петрус.